# Просечен
Просечен или Просочен (грч. Προσοτσάνη, Просоцани) је град и седиште истоимене општине у периферији Источна Македонија и Тракија, Грчка. Према попису из 2021. године било је 3.169 становника.
Према бугарском географу и историчару, Василу Канчову, у Просечену је 1900. године живело 1.600 Словена хришћана, 800 Турака, 480 Аромуна и 50 Рома. Године 1923. турско становништво је принудно исељено у Турску и мали број Словена у Бугарску (16 особа), а на њихово место је насељено 645 грчких избегличких породица, укупно 2.588 особа. На попису из 1928. године Просечен је имао 6.035 становника, од чега је 2.900 Словена.